# Monaco i olympiska sommarspelen 1920
Monaco deltog i de olympiska sommarspelen 1920 med en trupp bestående av 4 deltagare. Ingen av landets deltagare erövrade någon medalj.